# Dichiarazione d'indipendenza della Repubblica Slovacca

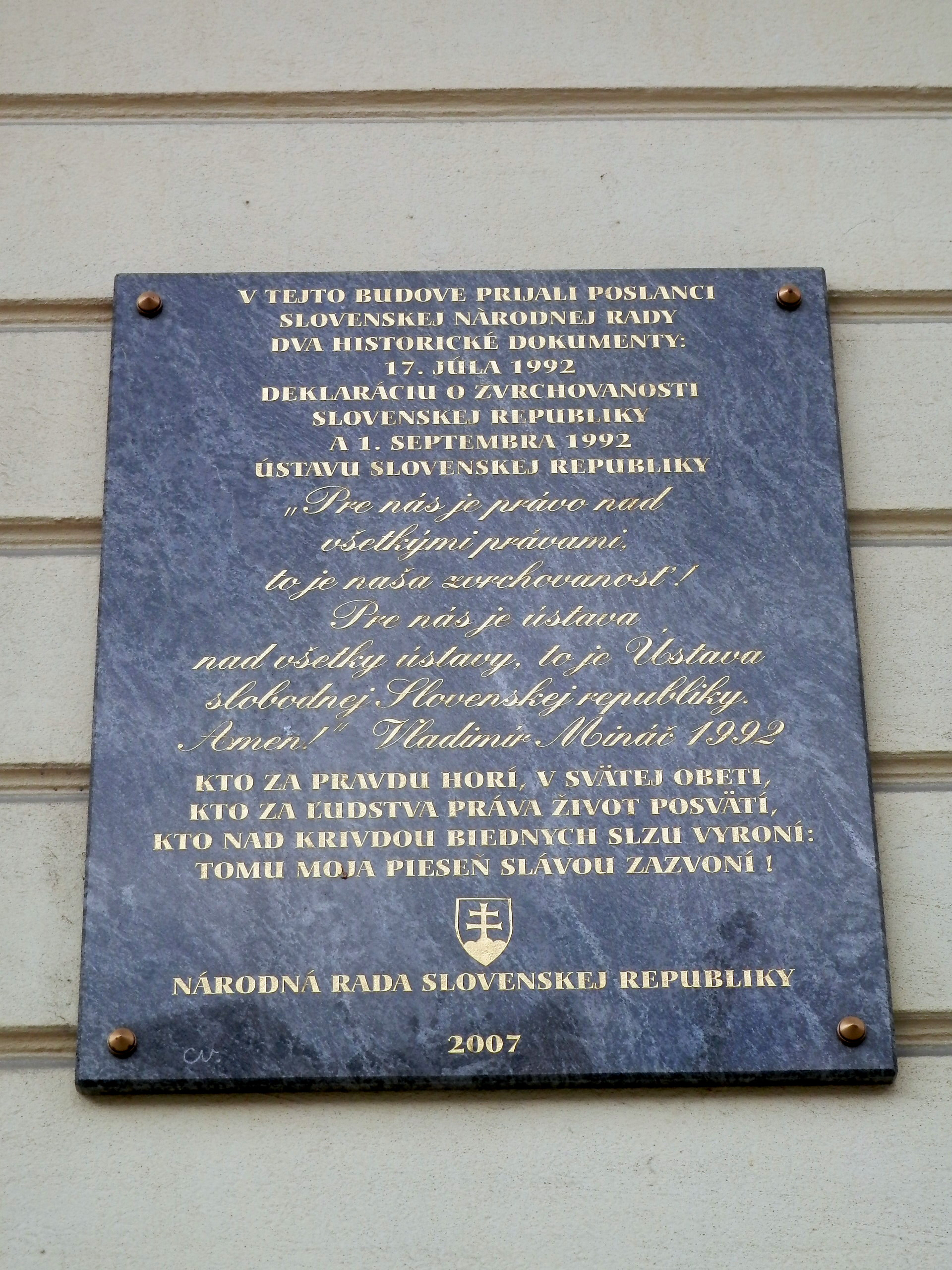
Targa commemorativa sull'edificio storico del Consiglio nazionale slovacco

La Dichiarazione d'indipendenza della Repubblica Slovacca fu una risoluzione del Consiglio nazionale slovacco del 17 luglio 1992, con la quale i membri del Parlamento dichiararono l'indipendenza nazionale. Questo evento fu un atto del processo che portò alla fine della Cecoslovacchia e alla separazione fra Repubblica Ceca e Slovacchia, che divenne indipendente il 1º gennaio 1993.

## Testo della dichiarazione
| My, demokraticky zvolená Slovenská národná rada, slávnostne vyhlasujeme, že tisícročné úsilie slovenského národa o svojbytnosť sa naplnilo. V tejto historickej chvíli deklarujeme prirodzené právo slovenského národa na sebaurčenie tak, ako to zakotvujú aj všetky medzinárodné dohody a zmluvy o práve národov na sebaurčenie. Uznávajúc právo národov na sebaurčenie, vyhlasujeme, že aj my si chceme slobodne utvárať spôsob a formu národného a štátneho života, pričom budeme rešpektovať práva všetkých, každého občana, národov, národnostných menšín a etnických skupín, demokratické a humanistické odkazy Európy a sveta. Touto deklaráciou Slovenská národná rada vyhlasuje zvrchovanosť Slovenskej republiky ako základ suverénneho štátu slovenského národa. Bratislava 17. júl 1992 |

Traduzione italiana:
| Noi, il Consiglio nazionale slovacco democraticamente eletto, dichiariamo solennemente che la lotta millenaria del popolo slovacco per l'indipendenza si è compiuta. In questo momento storico, dichiariamo il diritto naturale del popolo slovacco all'autodeterminazione, così come è sancito da tutti gli accordi internazionali e dai trattati sul diritto dei popoli all'autodeterminazione. Riconoscendo il diritto dei popoli all'autodeterminazione, dichiariamo, che anche noi vogliamo creare il modo e la forma di una vita nazionale e statale, nel rispetto dei diritti di tutti, di ciascun cittadino, delle nazioni, della minoranze nazionali e dei gruppi etnici, del patrimonio democratico e umanistico dell'Europa e del mondo. Con questa dichiarazione, il Consiglio nazionale slovacco dichiara la sovranità della Repubblica Slovacca come base per uno stato sovrano del popolo slovacco. Bratislava, 17 luglio 1992 |